# Struer
Struer è una cittadina danese situata nella regione dello Jutland Centrale. La città è il capoluogo del comune omonimo.
Il nome deriva dall'antico nome Struøør, la prima parte è probabilmente il nome di un luogo mentre ør significa spiaggia ghiaiosa.

## Geografia
Il centro abitato si trova 18 km a nord di Holsterbro e si affaccia sul Limfjorden sulla baia di Venø di fronte all'omonima isola.
Il punto più elevato della cittadina è nel terreno morenico nella zona meridionale e raggiunge i 48 m s.l.m., una stretta lingua di terra separa la baia dal lago di Kilen (un tempo collegato al mare) e collega Struer con il centro abitato di Bremdal.

## Storia
La crescita della cittadina è soprattutto legata al collegamento ferroviario a partire dalla seconda metà del XIX secolo, ancora oggi la stazione ferroviaria (risalente al 1865) e l'area ferroviaria situata nei pressi del porto hanno un peso rilevante nell'occupazione della cittadina.
La strada principale, la pedonale Østergade corre parallela alla costa e alla linea ferroviaria, vi si affaccia il municipio (1921). Poco distante dalla stazione si trova lo Struer Museum dedicato alla storia locale e fondato nel 1930 dallo scrittore Johannes Buchholtz.
Nella parte sudorientale della città si trova la sede dell'azienda Bang & Olufsen.